# Wappen der Eisenbahngesellschaften im kolonialen Afrika
Die frühen Eisenbahngesellschaften, besonders in Großbritannien, hatten eine große Affinität zur Heraldik. Wappen wurden von diesen sehr gerne als Erkennungszeichen im Sinne eines Logos oder zum Schmücken der Eisenbahnwaggons verwendet. Entsprechend hatten auch viele Eisenbahngesellschaften in den früheren britischen Kolonien eigene Wappen. Oft wurden die offiziellen Wappen der Kolonien bzw. Staaten oder Teile daraus verwendet, teilweise waren es aber auch willkürliche Sammlungen quasi-heraldischer Darstellungen. Andere Gesellschaften verwendeten lediglich die ineinander verschlungenen Initialen ihres Namens.
Die Liste ist nicht vollständig.

## Ägypten
| Wappen | Beschreibung und Anmerkungen |
| ------ | --- |
|        | Die Egyptian State Railways verwendeten bis 1922 drei Halbmonde mit jeweils einem Stern, so wie es auch im Wappen des Sultanats Ägypten üblich war. Umrahmt mit dem Namen in einem Band mit Schnalle. Nach 1922 wurde das Emblem mit einem Halbmond und drei Sternen verwendet, entsprechend dem Wappen des neuen Königreichs Ägypten. Umrahmt mit dem Namen in einem Band mit Schnalle in Gold auf grünem Hintergrund. Zu einem späteren Zeitpunkt fiel das englische Egyptian State Railways weg und das Emblem wurde bunter. |

## Goldküste (das heutige Ghana)
| Wappen | Beschreibung und Anmerkungen |
| ------ | --- |
|        | Die Gold Coast Railway verwendete das leicht abgewandelte Emblem der Kolonie Goldküste, umrahmt mit ihrem Namen in einem Band mit Schnalle. |

## Mauritius
| Wappen | Beschreibung und Anmerkungen |
| ------ | --- |
|        | Die Mauritius Government Railway verwendete das Originalwappen von Mauritius, umrahmt mit dem ausgeschriebenen Namen in einem Band mit Schnalle. |

## Nigeria
| Wappen | Beschreibung und Anmerkungen |
| ------ | --- |
|        | Die Nigerian Railways verwendeten das damals offizielle Emblem des britisch-kolonialen Nigeria, ein grünes Hexagramm oder Salomonssiegel, das die kaiserliche Staatskrone enthielt. Umrahmt mit ihrem Namen in einem Band mit Schnalle. Nach der Unabhängigkeit und Umbenennung in Nigerian Railway Corporation wurde ein neues Wappen eingeführt. Nach 2000 wurden die Motive im Schild durch einen modernen Triebfahrzeugkopf ersetzt. Dieses Emblem ist bis heute in Verwendung. |

## Nyasaland (das heutige Malawi)
| Wappen | Beschreibung und Anmerkungen |
| ------ | --- |
|        | Die Shire Highlands Railway Company war eine private Eisenbahngesellschaft in Nyasaland und verwendete nur ein rundes Band mit Schnalle, in dem der Name der Gesellschaft stand. |

## Ostafrika
| Wappen | Beschreibung und Anmerkungen |
| ------ | --- |
|        | Die East African Railways verwendeten anfangs ein Wappen mit drei Feldern. Im oberen Drittel ein aufrecht schreitender roter Löwe, das damalige Kolonialemblem Kenias, unten rechts der Kronenkranich aus dem Wappen Ugandas und unten Links der Kopf einer Giraffe, das Kolonialemblem Britisch-Tanganjikas. Umrahmt mit einem Band mit dem Namen der Gesellschaft und oben darauf eine Krone. Nach der Unabhängigkeit der drei Kolonien entstand ein neues Logo in Form eines Rades mit Speichen. Darin nebeneinander der rote Löwe und der Kronenkranich, in der Mitte statt einer Giraffe nun eine goldene Fackel aus dem Wappen des neuen Staates Tansania. Auf dem Radreifen befand sich der Name der Gesellschaft. |
|        | Die Kenya and Uganda Railways verwendeten die ineinander verschlungenen Initialen der Gesellschaft „KUR“, umrahmt mit dem ausgeschriebenen Namen in einem Band mit Schnalle, sowie einer Krone oberhalb. |
|        | Die Ostafrikanische Eisenbahngesellschaft (OAEG) im kolonialen Deutsch-Ostafrika verwendete kein Wappen, dafür aber eine eigene Flagge. |

## Südafrika
| Wappen | Beschreibung und Anmerkungen |
| ------ | --- |
|        | Die Cape Government Railways verwendeten das Wappen der Kapkolonie, umrahmt mit ihrem Namen in einem Band mit Schnalle.                                  |
|        | Die Central South African Railways verwendeten das Wappen der Oranjefluss-Kolonie, umrahmt mit ihrem Namen in einem Band mit Schnalle.                   |
|        | Die Natal Government Railways verwendeten das leicht abgewandelte große Siegel der Kolonie Natal, umrahmt mit ihrem Namen in einem Band mit Schnalle.    |
|        | Die Nederlandsch-Zuid-Afrikaansche Spoorwegmaatschappij verwendeten ein geflügeltes Rad mit mehreren davon ausgehenden Blitzen, umrahmt mit ihrem Namen. |
|        | Die Oranje-Vrijstaat Gouwerment-Spoorwegen verwendeten das Siegel des Oranje-Freistaat, umrahmt mit ihrem Namen in einem Band mit Schnalle.              |
|        | Die South African Railways verwendeten das Original-Wappen des neugegründeten Südafrikas ohne jeglichen Zusatz.                                          |

## Südrhodesien (das heutige Simbabwe)
| Wappen | Beschreibung und Anmerkungen |
| ------ | --- |
|        | Die Rhodesia Railways verwendeten das abgewandelte Wappen von Südrhodesien, umrahmt mit dem ausgeschriebenen Namen in einem Band mit Schnalle. Im abgewandelten Wappenschild fand sich ein weißblaues Wellenband, dass die Victoriafälle symbolisierte und auch im Wappen von Nordrhodesien zu finden war. Zusätzlich war in der Mitte des Schildes das Treibrad einer Dampflokomotive abgebildet. |